# Exarrhenodes flavosticticus
Exarrhenodes flavosticticus är en skalbaggsart som beskrevs av Stefan von Breuning 1938. Exarrhenodes flavosticticus ingår i släktet Exarrhenodes och familjen långhorningar. Inga underarter finns listade i Catalogue of Life.